# Серопян, Юрий Александрович
Ю́рий Алекса́ндрович Серопян (род. 1938) — советский футболист, полузащитник.
Начинал играть в 1961 году в команде класса «Б» «Наири» Ереван. В 1963—1967 годах выступал за ереванский «Арарат», в чемпионате СССР в 1963, 1966—1967 годах сыграл 92 матча. Играл в низших лигах за «Машук» Пятигорск (1968—1969) и «Нарзан» Кисловодск (1970).